# Szolnok
Szolnok é uma cidade e um condado urbano (megyei jogú város em húngaro) da Hungria. Szolnok é a capital do condado de Jász-Nagykun-Szolnok.